# Ligne Batong
La ligne Batong est l'une des 25 lignes du réseau métropolitain de Pékin, en Chine.

## Tracé et stations
La ligne circule entre Sihui et Huanqiu Dujiaqu sur 23,4 km à travers les districts de Chaoyang et de Tongzhou dans le sud-est de l'agglomération pékinoise. Elle prolonge la ligne 1 à l'est, avec laquelle elle est en correspondance aux stations Sihui et Sihui Est. Elle est en outre en correspondance avec la ligne 7 aux stations Huazhuang et Huanqiu Dujiaqu.

## Historique
La ligne est ouverte à la circulation le 27 décembre 2003 entre Sihui et Tuqiao sur  18,9 km. Le 28 décembre 2019, un prolongement de 4,5 km est mis en service au sud jusqu'à Hua Zhuang puis le 26 août 2021 jusqu'au nouveau terminus Huanqiu Dujiaqu (Universal Resort).